# 梅文·J·凯利
梅文·J·凯利（1894年2月14日—1971年3月18日）是一位美国工业物理学家，1925至1959年间在贝尔实验室工作，先后担任研究总监、董事会主席等职位。